# 헝가리 축구 연맹
헝가리 축구 연맹(헝가리어: Magyar Labdarúgó Szövetség, MLSZ)은 헝가리의 축구를 관장하는 기관이다. 헝가리 리그와 헝가리 축구 국가대표팀을 조직하며 부다페스트에 기반을 두고 있다.

## 같이 보기
- 유럽 축구 연맹
- 헝가리 축구 국가대표팀
- 헝가리 여자 축구 국가대표팀